# Benjamin Lumley
 (janvier 2023).
Si vous disposez d'ouvrages ou d'articles de référence ou si vous connaissez des sites web de qualité traitant du thème abordé ici, merci de compléter l'article en donnant les références utiles à sa vérifiabilité et en les liant à la section « Notes et références ».
Pour les articles homonymes, voir Lumley.
Benjamin Lumley est un impresario et directeur d'opéra britannique né à Toronto en 1811 et mort le 17 mars 1875 à Londres.

## Biographie
Benjamin Lumley naît en 1811. Il est le fils d'un marchant juif, Louis Levy. Il meurt le 17 mars 1875 à Londres.

## Carrière

### Débuts au His Majesty's Theatre
En sa qualité de solicitor, Benjamin Lumley donne des conseils juridiques à Laporte, gestionnaire du Her Majesty's Theatre en difficultés financières, qui se repose de plus en plus sur lui. Rapidement Lumley est conduit à prendre toutes les décisions managériales pour le théâtre et, lorsque Laporte meurt en 1841, le comité des gentilshommes responsables de la compagnie d'opéra lui demande de prendre sa place. 
L'acceptation de l'offre par Lumley en dit long sur son état d'esprit. Il avait écrit un manuel de droit privé et se préparait au barreau mais, comme il l'indique dans ses mémoires, il ambitionnait de se faire un nom dans la haute société. Grand admirateur des divas de l'opéra et des étoiles du ballet, organisateur prolifique de fêtes et de parties, la gestion de l'Opéra royal italien allait être le vecteur de ses rêves en même temps que la Londres victorienne allait bénéficier des apports de Lumley dans le domaine de l'opéra italien. 
Le chef d'orchestre du Her Majesty's Theatre était Michele Costa. Leurs caractères différents - l'un dévoué à la grande musique, l'autre fin connaisseur du système - devait les conduire à former une équipe parfaite. Et en effet il en fut ainsi durant les cinq premières années, l'un des plus longs partenariats de l'époque. Les progrès artistiques - induits par Lumley plus que par les inquiétudes de Costa - étaient dus à l'introduction à Londres des opéras de Giuseppe Verdi, au remplacement de la « vieille garde » par de nouveaux chanteurs et danseurs, aux négociations avec Felix Mendelssohn pour un opéra basé sur La Tempête de William Shakespeare, et évidemment à Jenny Lind. La réussite financière liée à ces succès incita Lumley à racheter le bail du théâtre. Inévitablement, les relations commencèrent dès lors à se dégrader entre les deux hommes.

### Succès
L'un des plus grands succès de la direction de Lumley fut le Pas de Quatre (en) chorégraphié par Jules Perrot sur la musique de Cesare Pugni en 1845. Ce divertissement dansé par Marie Taglioni, Carlotta Grisi, Fanny Cerrito et Lucile Grahn, avait été inspiré à Lumley par la vision de quatre filles dansant devant le théâtre. Devenu une institution, le Pas de Quatre est fréquemment repris. 
Il fait débuter, outre Jenny Lind, Sophie Cruvelli et Thérèse Tietjens. Sa troupe était également composée de Giulia Grisi, Fanny Tacchinardi-Persiani, Mario, Antonio Tamburini et Luigi Lablache. I masnadieri, qu'il a commandé à Giuseppe Verdi, est créé au Her Majesty's Theatre le 22 juillet 1847, sous la baguette du compositeur lui-même avec Jenny Lind dans le rôle d'Amalia. Le succès est immense. Les londoniens ovationnent Verdi.
Londres découvre également sous la direction de Lumley les autres opéras de Verdi (Ernani, I due Foscari, Attila, I Lombardi alla prima crociata, Nabucco, Luisa Miller, La traviata, Il trovatore) et ceux de Gaetano Donizetti (Linda di Chamounix, La Favorite, Maria di Rohan, Don Pasquale). 

### Conflit avec Costa
Dans ses Reminiscences of the opera qui retracent tous les événements de sa carrière, Benjamin Lumley note : « Season of 1846-:-The Theatre embellished anew — Germs of disagreement 
between the Direction and Signor Costa — Retirement of the latter 
from his post in the Orchestra — Grounds of the rupture between 
him and the Director — Mr. Balf e appointed in place of Signor Costa 
— Rumours relative to the rise of a Rival Establishment »
Costa se sentait négligé par Lumley qui, sagement, du point de vue artistique, ne tenait pas à produire les ballets et opéras de Costa. Par ailleurs Lumley refusa à Costa l'autorisation d'accepter la nomination au poste de chef principal de la Royal Philharmonic Society, l'orchestre le plus important de Londres. En 1846, Costa « décampa » donc à Covent Garden, avec la plupart de l'orchestre et des chanteurs et le soutien de la critique, pour y établir la seconde compagnie d'Opéra royal italien en concurrence avec Lumley. 
Celui-ci riposta immédiatement, faisant montre de ses compétences opportunistes et engagea le compositeur Michael William Balfe pour remplacer Costa. En 1847, malgré les menaces de procès de la direction de Covent Garden, il fit faire à Jenny Lind ses sensationnels débuts londoniens qu'il avait préparés avec un soin et une publicité sans précédent. Lind apparut dans le rôle d'Alice de Robert le Diable de Giacomo Meyerbeer. Mendelssohn, qui l'avait encouragée à accepter l'offre de Lumley, était dans la salle, pour sa dernière visite à Londres, malgré son dégoût pour la musique de Meyerbeer. 
Lumley annonça l'imminence de la présentation de l'opéra de Mendelssohn d'après La Tempête. C'était un mensonge éhonté. Mendelssohn trouvait le livret d'Eugène Scribe inacceptable et n'avait pas commencé à écrire la moindre note. La mort du compositeur en 1847 permit une échappatoire à Lumley qui en chargea Fromental Halévy. La première de La tempesta eut lieu en 1850.[réf. nécessaire]

### Problèmes financiers
Dans le même temps Lumley étendait ses intérêts en prenant en plus la direction du Théâtre des Italiens de Paris et négociait avec la comédienne Rachel et Victor Hugo. La frénésie de ses activités s'apparentent à l'orgueil démesuré et à la spéculation outrancière des magnats. Sans surprise, il commence à rencontrer des problèmes pour payer ses vedettes et semble étonné de les voir se retourner contre lui. La soprano Johanna Jachmann-Wagner, nièce du compositeur Richard Wagner, fut attirée à Covent Garden ce qui déclencha un litige complexe. L'arrêt qui en résultat Lumley v. Gye (en), est considéré comme une source majeure du droit en matière de contrat de travail. Il est toujours cité dans l'enseignement de cette branche du droit et dans les affaires récentes. Lumley a gagné mais ce fut pour lui une victoire à la Pyrrhus occasionnant des pertes financières. 
En 1853, les problèmes financiers sont devenus écrasants et Lumley s'enfuit en France. Il est tenté de revenir lorsqu'en 1856 le théâtre de Covent Garden brûla. Il règne à nouveau pendant trois ans sur l'opéra italien à Londres. À la reconstruction de Covent Garden le bail lui est proposé pour 100 000 livres mais il ne disposait plus de fonds. 

### Abandon de l'opéra
Lumley retourne au droit et, dans ses dernières années, écrit deux ouvrages fantastiques et un livre de sources juridiques. Ses succès précédents ne devaient jamais se répéter. À sa mort en 1878 il laisse une succession de moins de 1 000 livres.